# Doc's United Football Club
O Doc's United Football Club é um clube de futebol anguillano. Desde sua primeira participação registrada, na temporada 2007–08, detêm uma AFL Knockout Cup, conquistada em 2020.